# حسن علي (سياسي)
محمد ثامبي حسن علي (حسن علي) سياسي سريلانكي وعضو في مجلس النواب سريلانكا.
في يناير 2003، تم انتخاب علي أمينًا عامًا للمؤتمر الإسلامي السريلانكي (SLMC).
تم تعيين علي نائبًا عن القائمة الوطنية SLMC في برلمان سريلانكا في أبريل 2004. وقد استقال من البرلمان في أبريل 2008 لخوض انتخابات مجلس المحافظة الشرقية. تم انتخابه لاحقًا في EPC من مقاطعة أمبارا لكنه استقال في يوليو 2008. ثم أعيد تعيينه نائبا في القائمة الوطنية لـ SLMC.
تم تعيين علي نائبًا عن القائمة الوطنية للجبهة الوطنية المتحدة في أبريل 2010.